# Psilocharis joanneae
Psilocharis joanneae är en stekelart som beskrevs av John M. Heraty 1994. Psilocharis joanneae ingår i släktet Psilocharis och familjen Eucharitidae. Inga underarter finns listade i Catalogue of Life.